# Малая Еловая (Тульская область)
Малая Еловая — деревня входит в городской округ город Тула Тульской области в составе Центрального территориального округа.

## География
Находится в центральной части Тульской области на расстоянии приблизительно 9 км на юго-восток по прямой от Московского вокзала города Тула.

## История
На карте конца 1930-х годов отмечена как населенный пункт с 24 дворами. До 2014 года входила в состав Ильинского сельского поселения Ленинского района до их упразднения.

## Население
Постоянное население составляло 41 человек (русские 95 %) в 2002 году, 36 в 2010.